# 스웨덴의 지방자치체 목록

스웨덴의 지방자치체

이 문서는 스웨덴의 지방자치체에 관한 목록이다. 스웨덴에는 현재 290개의 지방자치체가 있다.

## 고틀란드주
- 고틀란드시 (Gotland)

## 노르보텐주
- 파얄라시 (Pajala)
- 외베르토르네오시 (Övertorneå)
- 외베르칼릭스시 (Överkalix)
- 보덴시 (Boden)
- 칼릭스시 (Kalix)
- 하파란다시 (Haparanda)
- 엘브스뷘시 (Älvsbyn)
- 룰레오시 (Luleå)
- 피테오시 (Piteå)
- 키루나시 (Kiruna)
- 옐릴리바레시 (Gällivare)
- 요크모크시 (Jokkmokk)
- 아리에플로그시 (Arjeplog)
- 아르비드샤우르시 (Arvidsjaur)

## 달라르나주
- 아베스타시 (Avesta)
- 볼렝에시 (Borlänge)
- 팔룬시 (Falun)
- 강네프시 (Gagnef)
- 헤데모라시 (Hedemora)
- 렉산드시 (Leksand)
- 루드비카시 (Ludvika)
- 말룽셀렌시 (Malung-Sälen)
- 모라시 (Mora)
- 오르사시 (Orsa)
- 레트비크시 (Rättvik)
- 스메예바켄시 (Smedjebacken)
- 세테르시 (Säter)
- 반스브로시 (Vansbro)
- 엘브달렌시 (Älvdalen)

## 베름란드주
- 아르비카시 (Arvika)
- 에다시 (Eda)
- 필리프스타드시 (Filipstad)
- 포르스하가시 (Forshaga)
- 그룸스시 (Grums)
- 하그포르스시 (Hagfors)
- 함마뢰시 (Hammarö)
- 칼스타드시 (Karlstad)
- 실시 (Kil)
- 크리스티네함시 (Kristinehamn)
- 뭉크포르스시 (Munkfors)
- 스토르포르스시 (Storfors)
- 순네시 (Sunne)
- 세플레시 (Säffle)
- 토르스뷔시 (Torsby)
- 오르옝시 (Årjäng)

## 베스테르노를란드주
- 헤르뇌산드시 (Härnösand)
- 크람포르스시 (Kramfors)
- 솔레프테오시 (Sollefteå)
- 순스발시 (Sundsvall)
- 팀로시 (Timrå)
- 옹에시 (Ånge)
- 외른셸스비크시 (Örnsköldsvik)

## 베스테르보텐주
- 비우르홀름시 (Bjurholm)
- 도로테아시 (Dorotea)
- 뤼크셀레시 (Lycksele)
- 말로시 (Malå)
- 노르말링시 (Nordmaling)
- 노르셰시 (Norsjö)
- 로베르츠포르스시 (Robertsfors)
- 셸레프테오시 (Skellefteå)
- 소르셀레시 (Sorsele)
- 스토루만시 (Storuman)
- 우메오시 (Umeå)
- 빌헬미나시 (Vilhelmina)
- 빈델른시 (Vindeln)
- 벤네스시 (Vännäs)
- 오셀레시 (Åsele)

## 베스트라예탈란드주
- 알레시 (Ale)
- 알링소스시 (Alingsås)
- 벵츠포르스시 (Bengtsfors)
- 볼레뷔그드시 (Bollebygd)
- 보로스시 (Borås)
- 달스에드시 (Dals-Ed)
- 에숭아시 (Essunga)
- 팔셰핑시 (Falköping)
- 페리엘란다시 (Färgelanda)
- 그레스토르프시 (Grästorp)
- 굴스퐁시 (Gullspång)
- 예테네시 (Götene)
- 예테보리시 (Göteborg)
- 헤르융아시 (Herrljunga)
- 히오시 (Hjo)
- 헤뤼다시 (Härryda)
- 칼스보리시 (Karlsborg)
- 쿵엘브시 (Kungälv)
- 레룸시 (Lerum)
- 리드셰핑시 (Lidköping)
- 릴라에데트시 (Lilla Edet)
- 뤼세실시 (Lysekil)
- 마리에스타드시 (Mariestad)
- 마르크시 (Mark)
- 멜레루드시 (Mellerud)
- 뭉케달시 (Munkedal)
- 묄른달시 (Mölndal)
- 오루스트시 (Orust)
- 파르틸레시 (Partille)
- 스카라시 (Skara)
- 셰브데시 (Skövde)
- 소테네스시 (Sotenäs)
- 스테눙순드시 (Stenungsund)
- 스트룀스타드시 (Strömstad)
- 스벤융아시 (Svenljunga)
- 타눔시 (Tanum)
- 티브로시 (Tibro)
- 티다홀름시 (Tidaholm)
- 셰른시 (Tjörn)
- 트라네모시 (Tranemo)
- 트롤헤탄시 (Trollhättan)
- 퇴레보다시 (Töreboda)
- 우데발라시 (Uddevalla)
- 울리세함시 (Ulricehamn)
- 바라시 (Vara)
- 보르고르다시 (Vårgårda)
- 베네르스보리시 (Vänersborg)
- 오몰시 (Åmål)
- 외케뢰시 (Öckerö)

## 베스트만란드주
- 아르보가시 (Arboga)
- 파게르스타시 (Fagersta)
- 할스타함마르시 (Hallstahammar)
- 쿵쇠르시 (Kungsör)
- 셰핑시 (Köping)
- 노르베리시 (Norberg)
- 살라시 (Sala)
- 신스카테베리시 (Skinnskatteberg)
- 수라함마르시 (Surahammar)
- 베스테로스시 (Västerås)

## 블레킹에주
- 칼스함시 (Karlshamn)
- 칼스크로나시 (Karlskrona)
- 올로프스트룀시 (Olofström)
- 론네뷔시 (Ronneby)
- 쇨베스보리시 (Sölvesborg)

## 쇠데르만란드주
- 에스킬스투나시 (Eskilstuna)
- 플렌시 (Flen)
- 그네스타시 (Gnesta)
- 카트리네홀름시 (Katrineholm)
- 뉘셰핑시 (Nyköping)
- 옥셀뢰순드시 (Oxelösund)
- 스트렝네스시 (Strängnäs)
- 트로사시 (Trosa)
- 빙코케르시 (Vingåker)

## 스코네주
- 비우브시 (Bjuv)
- 브로묄라시 (Bromölla)
- 불뢰브시 (Burlöv)
- 보스타드시 (Båstad)
- 에슬뢰브시 (Eslöv)
- 헬싱보리시 (Helsingborg)
- 헤슬레홀름시 (Hässleholm)
- 회가네스시 (Höganäs)
- 회르뷔시 (Hörby)
- 회르시 (Höör)
- 클리판시 (Klippan)
- 크리스티안스타드시 (Kristianstad)
- 셰블링에시 (Kävlinge)
- 란스크로나시 (Landskrona)
- 롬마시 (Lomma)
- 룬드시 (Lund)
- 말뫼시 (Malmö)
- 오스뷔시 (Osby)
- 페르스토르프시 (Perstorp)
- 심리스함시 (Simrishamn)
- 셰보시 (Sjöbo)
- 스쿠루프시 (Skurup)
- 스타판스토르프시 (Staffanstorp)
- 스발뢰브시 (Svalöv)
- 스베달라시 (Svedala)
- 토멜릴라시 (Tomelilla)
- 트렐레보리시 (Trelleborg)
- 벨링에시 (Vellinge)
- 위스타드시 (Ystad)
- 오스토르프시 (Åstorp)
- 엥엘홀름시 (Ängelholm)
- 외르셸융아시 (Örkelljunga)
- 외스트라예잉에시 (Östra Göinge)

## 스톡홀름주
- 봇쉬르카시 (Botkyrka)
- 단데뤼드시 (Danderyd)
- 에케뢰시 (Ekerö)
- 하닝에시 (Haninge)
- 후딩에시 (Huddinge)
- 예르펠라시 (Järfälla)
- 리딩예시 (Lidingö)
- 나카시 (Nacka)
- 노르텔리에시 (Norrtälje)
- 뉘크바른시 (Nykvarn)
- 뉘네스함시 (Nynäshamn)
- 살렘시 (Salem)
- 시그투나시 (Sigtuna)
- 솔렌투나시 (Sollentuna)
- 솔나시 (Solna)
- 스톡홀름시 (Stockholm)
- 순드뷔베리시 (Sundbyberg)
- 쇠데르텔리에시 (Södertälje)
- 튀레쇠시 (Tyresö)
- 테뷔시 (Täby)
- 우플란스브로시 (Upplands-Bro)
- 우플란스베스뷔시 (Upplands-Väsby)
- 발렌투나시 (Vallentuna)
- 박스홀름시 (Vaxholm)
- 베름되시 (Värmdö)
- 외스테로케르시 (Österåker)

## 예블레보리주
- 볼네스시 (Bollnäs)
- 예블레시 (Gävle)
- 호포르스시 (Hofors)
- 후딕스발시 (Hudiksvall)
- 유스달시 (Ljusdal)
- 노르단스티그시 (Nordanstig)
- 오켈보시 (Ockelbo)
- 오바노케르시 (Ovanåker)
- 산드비켄시 (Sandviken)
- 쇠데르함시 (Söderhamn)

## 옌셰핑주
- 아네뷔시 (Aneby)
- 엑셰시 (Eksjö)
- 이슬라베드시 (Gislaved)
- 그노셰시 (Gnosjö)
- 하보시 (Habo)
- 옌셰핑시 (Jönköping)
- 물셰시 (Mullsjö)
- 네셰시 (Nässjö)
- 세브셰시 (Sävsjö)
- 트라노스시 (Tranås)
- 바게뤼드시 (Vaggeryd)
- 베틀란다시 (Vetlanda)
- 베르나모시 (Värnamo)

## 옘틀란드주
- 베리시 (Berg)
- 브레케시 (Bräcke)
- 헤리에달렌시 (Härjedalen)
- 크로콤시 (Krokom)
- 라군다시 (Ragunda)
- 스트룀순드시 (Strömsund)
- 오레시 (Åre)
- 외스테르순드시 (Östersund)

## 외레브로주
- 아스케르순드시 (Askersund)
- 데게르포르스시 (Degerfors)
- 할스베리시 (Hallsberg)
- 헬레포르스시 (Hällefors)
- 칼스코가시 (Karlskoga)
- 쿰라시 (Kumla)
- 락소시 (Laxå)
- 레케베리시 (Lekeberg)
- 린데스베리시 (Lindesberg)
- 유스나르스베리시 (Ljusnarsberg)
- 노라시 (Nora)
- 외레브로시 (Örebro)

## 외스테르예틀란드주
- 복스홀름시 (Boxholm)
- 핀스퐁시 (Finspång)
- 신다시 (Kinda)
- 린셰핑시 (Linköping)
- 미엘뷔시 (Mjölby)
- 모탈라시 (Motala)
- 노르셰핑시 (Norrköping)
- 쇠데르셰핑시 (Söderköping)
- 바스테나시 (Vadstena)
- 발데마르스비크시 (Valdemarsvik)
- 위드레시 (Ydre)
- 오트비다베리시 (Åtvidaberg)
- 외데스회그시 (Ödeshög)

## 웁살라주
- 엘브칼레뷔시 (Älvkarleby)
- 티에르프시 (Tierp)
- 외스탐마르시 (Östhammar)
- 웁살라시 (Uppsala)
- 엔셰핑시 (Enköping)
- 호보시 (Håbo)
- 크니브스타시 (Knivsta)
- 헤뷔시 (Heby)

## 칼마르주
- 보리홀름시 (Borgholm)
- 엠마보다시 (Emmaboda)
- 훌츠프레드시 (Hultsfred)
- 획스뷔시 (Högsby)
- 칼마르시 (Kalmar)
- 묀스테로스시 (Mönsterås)
- 뫼르뷜롱아시 (Mörbylånga)
- 뉘브로시 (Nybro)
- 오스카르스함시 (Oskarshamn)
- 토르소스시 (Torsås)
- 빔메르뷔시 (Vimmerby)
- 베스테르비크시 (Västervik)

## 크로노베리주
- 알베스타시 (Alvesta)
- 레세보시 (Lessebo)
- 융뷔시 (Ljungby)
- 마르카뤼드시 (Markaryd)
- 팅스뤼드시 (Tingsryd)
- 웁비딩에시 (Uppvidinge)
- 벡셰시 (Växjö)
- 엘름훌트시 (Älmhult)

## 할란드주
- 팔켄베리시 (Falkenberg)
- 할름스타드시 (Halmstad)
- 휠테시 (Hylte)
- 쿵스바카시 (Kungsbacka)
- 라홀름시 (Laholm)
- 바르베리시 (Varberg)